# Quint Cleli Sícul (censor 378 aC)
Quint Cleli Sícul (llatí: Quintus Cloelius Siculus) va ser un magistrat romà.
Va exercir la important magistratura de censor l'any 378 aC junt amb Espuri Servili Prisc, i abans havia exercit altres magistratures de les quals Titus Livi no en fa esment, indicant només la de censor